# Lucanus cervus
El lucano ciervo (Lucanus cervus), también llamado ciervo volador o ciervo volante europeo, es una especie de coleóptero escarabeiforme perteneciente a la familia Lucanidae. Es el escarabajo más grande de Europa.
Los adultos se ven desde mediados de junio hasta mediados de agosto, siendo junio el mes con mayor número de observaciones. 
A mediados de junio empiezan a salir de la base de los árboles o de zonas donde la madera en descomposición es blanda, en julio y a principios de agosto es el apareamiento, y a mediados de agosto se acaba la época de reproducción. 
No son una plaga, ya que solo comen madera en descomposición y no atacan a árboles sanos.

## Descripción

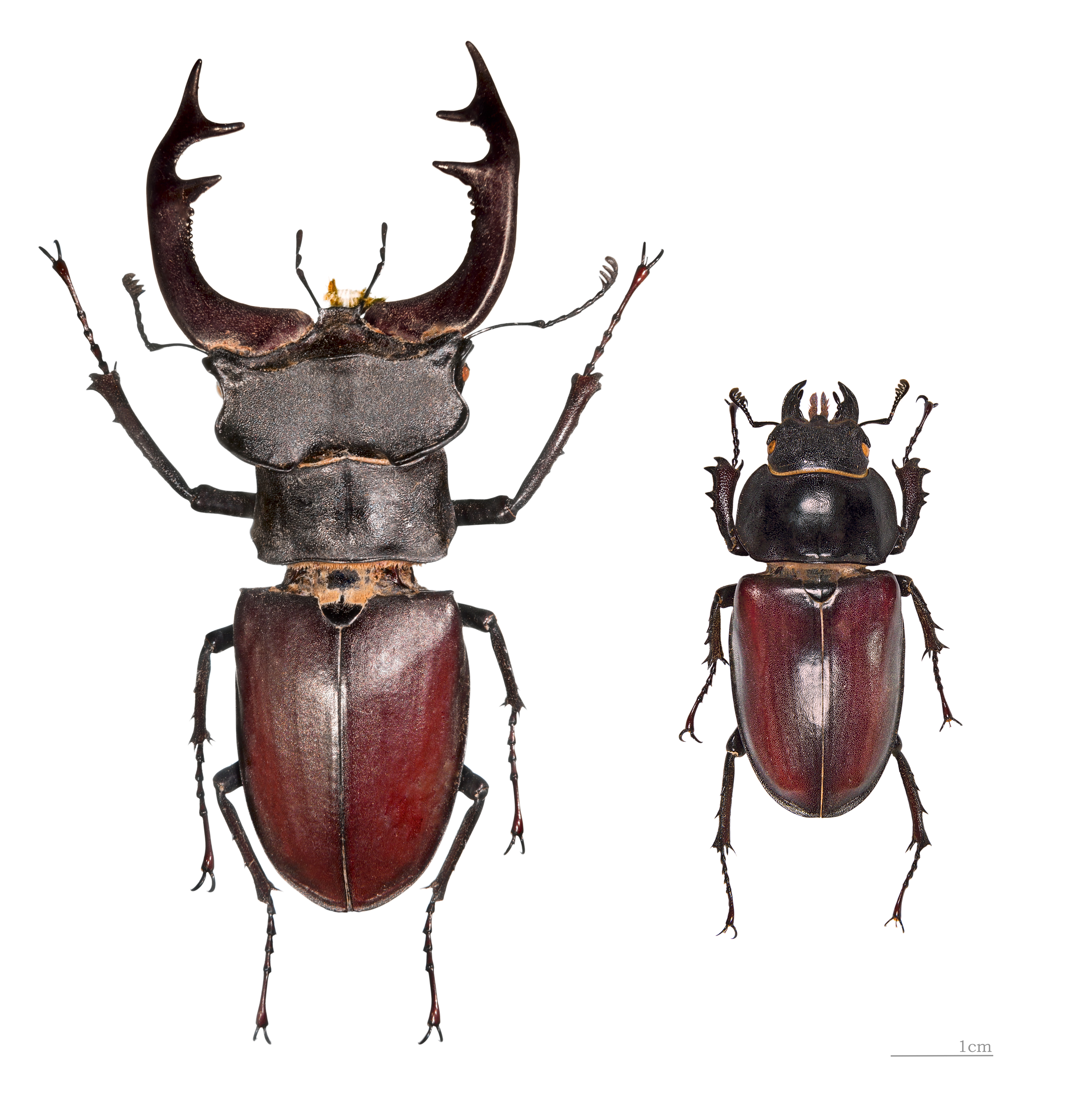
Macho y hembra

Su tamaño varía entre los 5 y 9 cm en los machos y los 2,8 y 5,4 cm en las hembras.[cita requerida] Presentan un notable dimorfismo sexual, los machos son más grandes que las hembras y poseen las mandíbulas mucho más desarrolladas, las cuales han evolucionado para la lucha. Estas mandíbulas tienen una forma que recuerda los cuernos de un ciervo, de donde deriva su nombre común.

## Distribución y hábitat
L. cervus puede ser encontrado en gran parte de Europa, aunque está ausente en Irlanda. En Alemania está muy extendido, principalmente en el sur. En Hungría, esta especie está muy extendida en las zonas montañosas. En Rumanía está extendido especialmente en las zonas montañosas con pendientes expuestas al sol. También aparece en la parte europea de Turquía. En Italia se distribuye principalmente en las regiones del norte y del centro. En España y Portugal está presente solo en la mitad norte de cada país. En Gran Bretaña se limita en gran medida al sureste de Inglaterra, donde está muy extendido. Esta especie se considera extinta en Dinamarca y Letonia. También se encuentra en el Cáucaso, Asia Menor, Siria y el oeste de Kazajistán. Su distribución actualmente solo está aumentando en Croacia y Eslovaquia.
L. cervus se ha asociado con una variedad de árboles de hoja caduca, incluidos los de las familias roble (Quercus spp.), tilo (Tilia spp.), haya (Fagus spp.), sauce (Salix spp.) y ciertas especies de otras familias, incluido el álamo negro (Populus nigra), el fresno (Fraxinus excelsior), castaño de indias (Aesculus hippocastanum), el cerezo silvestre (Prunus avium) y el nogal común (Juglans regia). Se encontraron muestras de desarrollo larval cerca de la madera muerta de la especie alóctona Quercus rubra.

## Comportamiento

### Alimentación
Las larvas de este insecto pasan de uno a cinco años alimentándose de madera en descomposición, por lo que suelen vivir en bosques donde son abundantes los robles y encinas, pero también en bosques de ribera y caducifolios por debajo de los 700 metros de altitud. En general, para su alimentación ha de haber árboles maduros y materia orgánica en descomposición, razón por la que no son comunes en terrenos urbanos. Tienen un apetito muy voraz (con tan solo un gramo de peso pueden comer en un solo día 22,5 centímetros cúbicos de madera) y alcanzan un tamaño considerable (llegando incluso a los 10 centímetros de largo).
Los machos adultos no se alimentan; sus enormes mandíbulas se lo dificultan, aunque se ven atraídos por la savia de los árboles y el zumo de frutas maduras, los cuales succionan con su aparato bucal. Su vida tras la metamorfosis es mucho más corta que la de la larva: tan sólo de quince días a un mes. Las hembras adultas tienen una vida un poco más larga que los machos. La vida del adulto no depende de si se alimenta de los zumos dulces. Pueden volar, alcanzando velocidades de 6 km/h.

### Reproducción

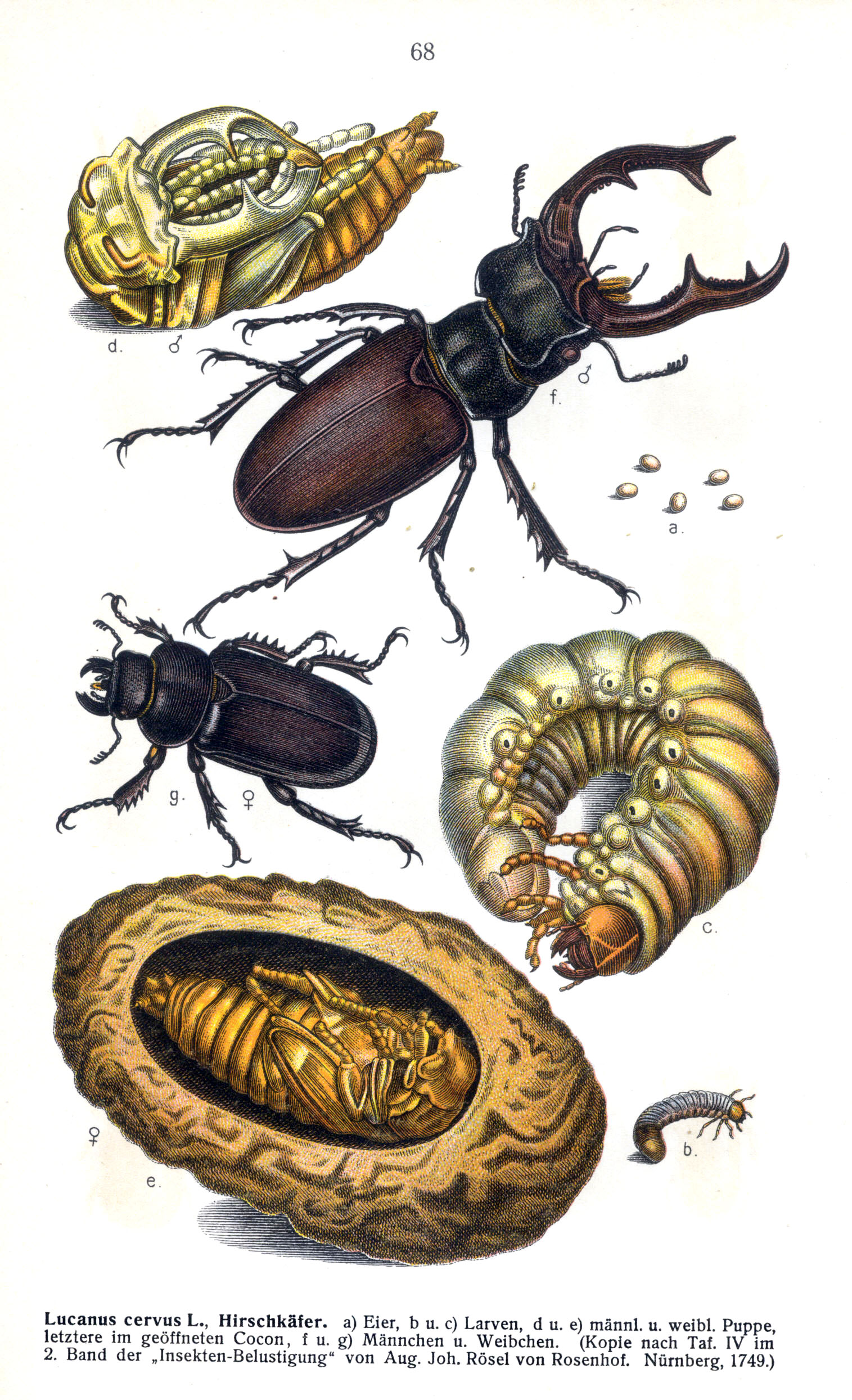
Ciclo vital de L. Cervus

Las hembras, las cuales no suelen volar, eligen un tronco óptimo para poner los huevos y se quedan allí esperando a los machos. Estos vuelan en busca de las hembras 15 minutos antes del ocaso y 15 minutos después del ocaso, pero cuando el 90% de ellos vuela es durante 10 minutos antes del ocaso, cuando se ve también volar a los murciélagos. Por debajo de los 12 grados ya no suelen vérselos volar. Después, se agrupan en torno a las hembras y se las disputan en combates con la finalidad de hacer perder el equilibrio al contrincante usando las mandíbulas. Esto en ocasiones puede ocasionar la muerte de uno de los dos machos. El ganador monta a la hembra y se aparean. Se han dado casos en que un macho minor (macho de pequeño tamaño que está menos dotado para el combate) aprovecha que los machos major están distraídos luchando para aparearse con la hembra. 
Las hembras ponen los huevos en los huecos de la corteza de los árboles muertos, en madera en descomposición de árboles como roble, encina, fresno, manzano, cerezo, etc. Aunque tienen preferencia por la madera de roble y encina, sobre todo de los que crecen a lo largo de las riberas de los ríos. Prefieren suelos de poca densidad y, actualmente, también se encuentran en los jardines. La puesta se compone de unos 20 huevos de unos 3 mm de longitud, los cuales eclosionan a las dos o cuatro semanas dando origen a las larvas. El tamaño final del adulto depende de la calidad de la madera de la que se alimenta la larva y de su abundancia.

## Estado de conservación
Esta especie está en regresión por la pérdida de su hábitat. Esta pérdida se debe a problemas como la tala de bosques maduros, la "limpieza" de árboles muertos y la caza de ejemplares para colección. Por ejemplo, en Japón, donde este insecto es muy apreciado, se llegan a pagar precios muy elevados por ejemplares grandes .
Está incluido en el anexo III (especie protegida) del Convenio de Berna y en el Anexo II (especies que requieren zonas especiales de protección) de la Directiva de Hábitats. A nivel de España se incluye en la categoría de “interés especial” en el Catálogo Nacional de Especies Amenazadas. No obstante, no queda recogido en el "Libro Rojo de los Invertebrados de España" (Galante y Verdú, 2006).

## Otros nombres
Este espectacular insecto es conocido por muchos otros nombres, dependiendo de la región, como son los siguientes: cornatero (zona Sierra de Gredos), carouca, vacaloura o escornabois (Galicia), vacalloria (Asturias), escuernabuyes (Cantabria), arkanbelea, kakarraldoa (País Vasco), etc.

## Subespecies
Se reconocen las siguientes subespecies:
- L. c. akbesianus en Siria
- L. c. cervus en el Cáucaso, Turquía e Irán
- L. c. fabiani en Francia
- L. c. judaicus en Turquía
- L. c. mediadonta  en Georgia
- L. c. tauricus en Crimea.